# Bonil
Rodrigo Xavier Bonilla Zapata (Quito, 8 de abril de 1964), más conocido por el seudónimo de Bonil, es un caricaturista independiente ecuatoriano, cuyos dibujos se publican en la página "Opinión", en diario El Universo Su actividad profesional arranca en 1985 desde cuando ha dibujado para varias revistas como Vistazo., Rocinante, Gestión, Nuestro Mundo, etc. Es considerado el caricaturista más representativo de Ecuador y Latinoamérica. Es miembro de la Asociación Internacional "Cartooning for Peace" y "CartonClub, el Club de la caricatura latina".

## Biografía
Nació el 8 de abril de 1964, en Quito, Ecuador. Realizó estudios de "Ciencias Sociales y Políticas" en la Pontificia Universidad Católica del Ecuador (1982-1986) pero se volcó en seguida al mundo del periodismo y el humor gráfico.
Ha sido permanente cultor y promotor de este arte en su país, así como de la defensa de la libertad de expresión. En 2011 fue el mentalizador del Primer Encuentro Internacional "Humor Gráfico y Periodismo" que reunió a 14 caricaturistas, organizado en Quito y Guayaquil con ocasión de los 90 años de vida de diario El Universo. Posteriormente, en 2015 volvió a juntar a sus colegas, bajo el lema "Humor y Tolerancia desde la Mitad del Mundo".
En 2015 fue nominado por IndexonCensorShip al "Freedom of Expression Awards" por su labor de "más de 30 años criticando y satirizando a las autoridades de su país".

### El Universo
Bonil presenta todos los días su caricatura editorial en diario El Universo desde 1995.
En 2008 realizó una caricatura sobre el referéndum constitucional para la aprobación o rechazo del proyecto constitucional redactado por la 
Asamblea Constituyente, donde estaba representada una mujer con un diario, la cual dirige un diálogo a un señor diciendo: Ahora un chico de 18 puede ser electo y uno de 16, votar...; a lo que el señor responde: ¡Qué te sorprende! Si el presidente todavía está en "la edad del burro". El director de opinión del diario, Emilio Palacio, dijo que él estaba llamando burro al presidente, sin embargo Bonil aseguró que lo que le decía es adolescente. Ese mismo día, el presidente Rafael Correa llamó temprano en la mañana a Bonil, para felicitarlo y decirle que la caricatura lo había alegrado y hecho reír.

#### Caricatura del allanamiento de la casa de Fernando Villavicencio
El 28 de diciembre de 2013, Bonil publicó en el diario El Universo una caricatura sobre el allanamiento del domicilio del periodista Fernando Villavicencio, asesor del asambleísta Cléver Jiménez, ocurrido entre la noche del 26 y la madrugada del 27 de diciembre de 2013, de los cuales fueron acusados por el presidente Rafael Correa de espionaje y hackear su correo electrónico, además del correo del vicepresidente Jorge Glas y del secretario jurídico de la Presidencia, Alexis Mera.
Anteriormente Fernando Villavicencio había acusado al Estado ecuatoriano de corrupción en el comercio petrolero a través de un convenio que Ecuador tiene con China. La justicia, bajo el gobierno del presidente Rafael Correa, ha condenado al caricaturista a un año de prisión por lanzar acusaciones contra Correa sin pruebas, además de la acusación de espionaje y hackeo. Villavicencio denunció también al Estado por la intervención de la fiscalía y la policía en su casa y por haberse llevado computadoras entre otros artículos y papeles que documentaban las denuncias de la corrupción petrolera del Estado. Villavicencio, afín al partido liberal ecuatoriano CREO, pidió la intervención de los EE. UU. en Ecuador y el caso llegó a ser tratado en la ONU.
En la caricatura se muestra individuos con fusil y casco llevándose de la casa de Villavicencio, computadoras y cajas. Contiene la leyenda: “Policía y Fiscalía allanan domicilio de Fernando Villavicencio y se llevan documentación de denuncias de corrupción”.
El 4 de enero de 2014, Correa, en su enlace ciudadano, hizo mención a la caricatura de Bonil, a quién tachó de "sicario de tinta y enfermo”, advirtiendo que presentaría una queja ante la Ley de Comunicación. Al siguiente día laborable, Carlos Ochoa, Superintendente de Información y Comunicación, acudió al diario El Universo para pedir copias de dicha caricatura e información sobre su autor.
La Superintendencia culpa al diario 'El Universo', que publicó la caricatura, de violar la Ley Orgánica de Comunicación, que en el artículo 22 dice que la información que se publica en los medios debe ser "verificada, contrastada, precisa y contextualizada". El objetivo de la Ley Orgánica de Comunicación es amplificar la pluralidad ciudadana, la acción de la población, la inclusión de esta como conjunto de ciudadanos críticos y con poder de opinión. A pesar de los objetivos de la ley, Rafael Correa, junto con la Secretaría Nacional de Comunicación (SECOM), fue criticado por su comportamiento frente a los medios de comunicación, tanto en casos acaecidos antes de la sanción de la ley como después. Así, la ley facilita la posibilidad de controlar los medios y exigirles rectificaciones de contenidos considerados “malintencionadas desinformaciones”.
El 21 de enero, Bonil y su abogado respondieron a la Superintendencia (Supercom) con un documento de siete páginas que explicaba que se trata de una caricatura que puede ser interpretada desde varios puntos de vista e hicieron público el proceso con la colaboración de diario El Universo.
El 31 de enero la Supercom imputó a Bonil dándolo un plazo de 72 horas para rectificar la caricatura y multó al diario El Universo con un 2% de su facturación del último trimestre, equivalente a una suma de 90.000 dólares, aproximadamente. Bonil expresó su "sensación de indignación y risa" y dijo que su rectificación se limitaría a colocarle comillas al texto que constaba al pie del dibujo. El Superintendente de Comunicación, Carlos Ochoa dijo “Todos quienes son periodistas o estudiaron periodismo conocen que cuando se cita a una persona debe señalarse de manera tácita, fulano de tal dijo y poner entre comillas la frase que le atribuye a la persona citada” (sic). 
El 5 de febrero, se publicó la rectificación de Bonil en El Universo, pero en vez de solamente poner comillas al texto había hecho una nueva caricatura del allanamiento completamente diferente a la primera versión. A diferencia de la primera caricatura, la nueva versión muestra un diálogo afable entre las autoridades y Villavicencio. Tras de esto Bonil y su abogado anunciaron que solicitarían una acción de protección.

### Libros
- BONIL CARTOONS (2013)
- Fue tu culpa (2010)
- Historia del Humor Gráfico en Ecuador (editor & author, 2007)
- La columna de BONIL (2004)
- Todo tiempo pasado fue peor (1997)
- Privatefalia S.A. (1994)
- Venimos de Lejos (1992)
- Siempre pa´lante (1987)

### Premios
- Primer Premio 56.º International Cartoon Contest Golden Hat (Bélgica 2017)
- Mención de Honor “Human Rights Cartoons” (SIHG Brasil – 2016)
- 1er Premio “Toros Sí, Toreros No” (México, 2016)
- Mención de Honor (4th International Cartoon Contest, Sinaloa México (2015)
- Gram Premio SIP a la Libertad de Prensa (2015)[14]
- Nominado por Index on Censorship para Freedom of Expression Awards (2015)
- Orden al Mérito por promover Derechos Humanos, especialmente Libertad de Expresión (Cámara de Comercio de Quito - 2014).
- Premio Especial de la SIP (2014)[15]
- Primera Mención de Honor en la categoría Humor Libre de los Premios World Press Cartoon 2012, Portugal[16]
- Citation for Excelence in THE UNITED NATIONS RANAN LURIE POLITICAL CARTOON AWARDS (2012)
- 2º Premio "The Magic of IF..." 4º Festival de Mentes Brillantes (México, 2012)
- Primer Premio XXII Concurso de Periodismo “Jaime Mantilla Ortega” (Ecuador – 2012)
- Tercer Lugar 17th International Cartoon Contest "Diogenes Taborda" Tango (2012)
- Premio de Caricatura de la Sociedad Interamericana de Prensa (SIP) (2011)[16]
- Premio SIP categoría CARICATURA (2011)[17]
- World Language Contest (Donquichotte, 2008)[2]
- Premio al Humor (El Comercio-Embajada Francia, 1993)[2]